# Напад мртвих људи
Напад мртвих људи или битка код тврђаве Осовец је битка Првог светског рата која се одиграла на тврђави Осовец (данас североисточна Пољска), 6. августа 1915. Инцидент је добио име по појави руских бораца који су изгледали као живи мртваци након што су их Немци бомбардовали мешавином отровних гасова, хлора и брома. Док су искашљавали крв, Руси су прекрили лица крпама и успели да разбију немачке снаге.

## Битка
Преко дванаест батаљона 11. Ландвер дивизије, који су чинили више од 7.000 људи, напредовали су након бомбардовања очекујући мали отпор. На првој линији одбране дочекаo их је противудар коју су чинили преживели војници 13. чете 226. пешадијског пука. Немци су се успаничили појавом Руса, који су искашљавали крв и делове сопствених плућа, јер је хлороводонична киселина настала мешавином гаса хлора и влаге у њиховим плућима почела да раствара њихово месо. Немци су се повукли, трчећи тако брзо да су били ухваћени у сопствене замке од бодљикаве жице. Пет преосталих руских топова је потом отворило ватру на Немце који су бежали.
13. чета под командом поручника Котлинског извршила је контранапад на делове 18. пука дуж пруге и натерала их у бекство. Током напада, поручник Котлински је смртно рањен и команду над комплексом предао је 2. Осоветске сап чете В. М. Стрземинског, који је, упркос тешком тровању гасом, са остацима чете који су му поверени, извео напад до краја, користећи бајонетна тактика за поседовање 1. и 2. одсека положаја Сошња. Котлински је умро касније те вечери.
Руси нису дуго држали то подручје. Немци су претили да ће опколити тврђаву заузимањем Каунаса и Новогеоргијевска. Руси су срушили већи део места и повукли се 18. августа.

## Наслеђе
Руски метал бенд Арија објавио је песму инспирисану битком под називом „Attack of the Dead” на свом албуму Through All Times из 2014.
Шведски метал бенд Сабатон објавио је песму о бици, под називом "The Attack of the Dead Men", на свом албуму The Great War из 2019. године.